# Nohen

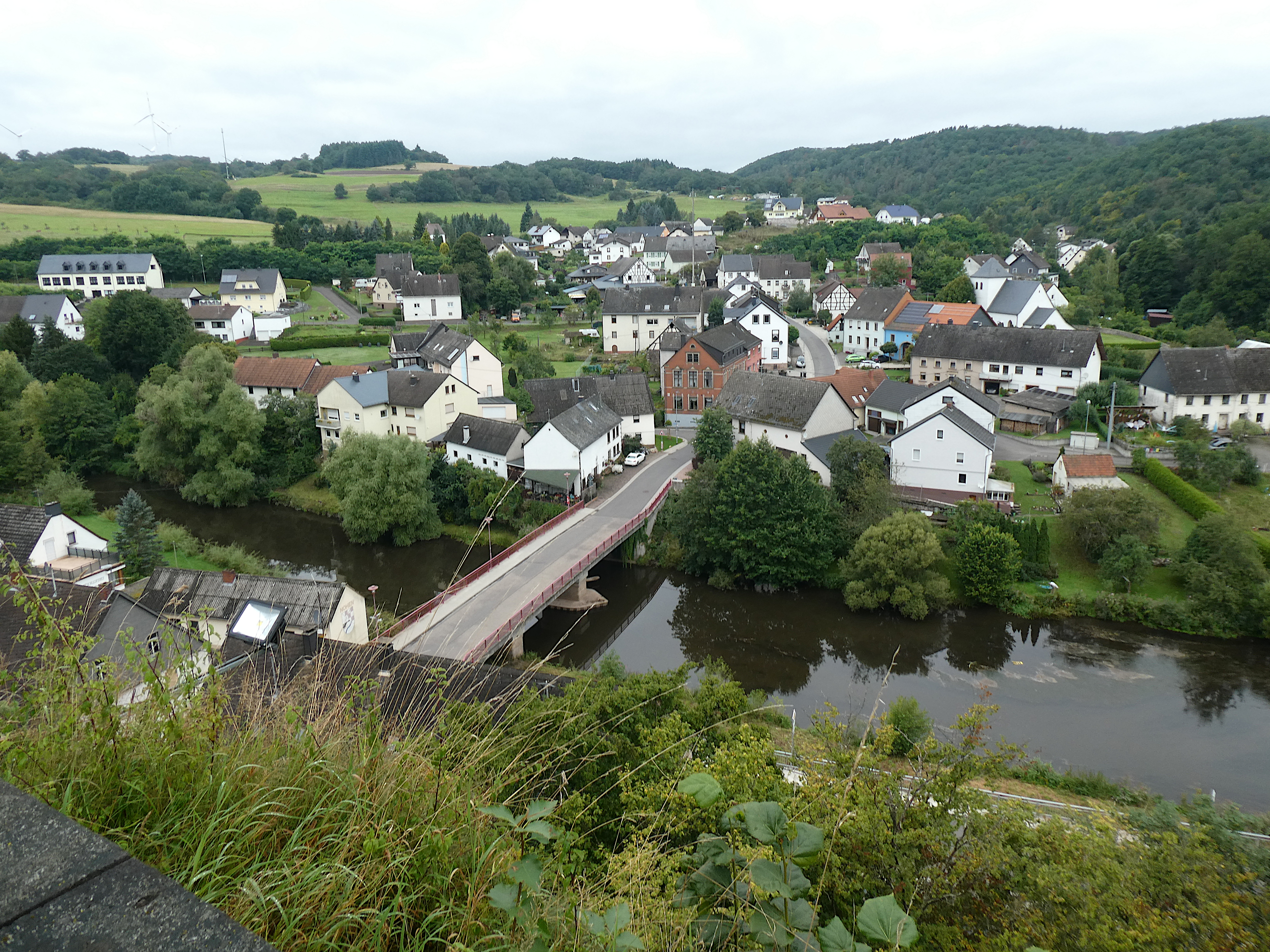
Blick vom Kriegerdenkmal auf Nohen und die Nahe (2021)

Nohen ist eine Ortsgemeinde im Landkreis Birkenfeld in Rheinland-Pfalz. Sie gehört der Verbandsgemeinde Birkenfeld an.

## Geographie
Der Ort liegt an der Einmündung des Röhmbachs in die Nahe. 
Nachbargemeinden sind Rimsberg, Kronweiler, Reichenbach, Heimbach, Hoppstädten-Weiersbach und Dienstweiler.

## Geschichte
Die Besiedlung des Ortes kann auf die ehemals verkehrsgünstige Lage an einer der wenigen Furten im engen oberen Tal der Nahe zurückgeführt werden.
Als Indiz für seine geographische Bedeutung kann der Umstand gewertet werden, dass der Ort als einziger entlang des gesamten Flusses nach dem Flussnamen bezeichnet ist. Hier querte einer der ältesten Nord-Süd-Verkehrs- und Handelswege der Region die Nahe. Diese „Bronzestraße“ vom Glan über Nohen zur Mosel wurde in römischer Zeit als eine Querverbindung der Straßen von Mainz nach Trier und von Mainz nach Metz ausgebaut.
Auch die militärisch-strategische Bedeutung der Straßenverbindung mit der Furt bzw. der Brücke war hoch. In der Nacht vom 23. zum 24. September und am Vormittag des 24. September 1635 erkämpfte sich nach der Niederlage bei der Schlacht von Nördlingen ein schwedisch-französisches Heer unter der Führung des Herzoges Bernhard von Sachsen-Weimar, das von dem weit überlegenen siegreichen kaiserlichen Heer unter dem Grafen Gallas verfolgt wurde, den Übergang über den Fluss und den anschließenden Rückzug über Birkenfeld nach Wallerfangen.
Nohen gehörte bis zum Ende des 18. Jahrhunderts zur Hinteren Grafschaft Sponheim und war der zum Oberamt Birkenfeld gehörenden Pflege Rimsberg zugeordnet. Im Jahr 1607 wurden in Nohen 16 Familien gezählt, 1699 waren es nur acht, deren Anzahl bis 1772 auf 51 anstieg. 1790 hatte der Ort 202 Einwohner, die Gemarkung von Nohen umfasste etwa 761 Hektar.
Im Jahr 1794 wurde das Linke Rheinufer von französischen Revolutionstruppen eingenommen. Von 1798 bis 1814 gehörte Nohen zum Kanton Baumholder im Saardepartement. Aufgrund der auf dem Wiener Kongress (1815) getroffenen Vereinbarungen kam die Region 1817 zum oldenburgischen Fürstentum Birkenfeld. Die Gemeinde Nohen war der Bürgermeisterei Birkenfeld im Amt Birkenfeld zugeordnet. Von 1918 an gehörte Nohen zum oldenburgischen „Landesteil Birkenfeld“ und kam 1937 zum preußischen Landkreis Birkenfeld. Seit 1946 ist Nohen Teil des Landes Rheinland-Pfalz.
Bevölkerungsentwicklung
Die Entwicklung der Einwohnerzahl von Nohen, die Werte von 1871 bis 1987 beruhen auf Volkszählungen:
| Jahr | Einwohner |
| ---- | --------- |
| 1815 | 249       |
| 1835 | 285       |
| 1871 | 378       |
| 1905 | 363       |
| 1939 | 352       |
| 1950 | 381       |
| 1961 | 415       |

| Jahr | Einwohner |
| ---- | --------- |
| 1970 | 420       |
| 1987 | 419       |
| 1997 | 422       |
| 2005 | 393       |
| 2011 | 392       |
| 2017 | 339       |
| 2023 | 328       |

## Religion

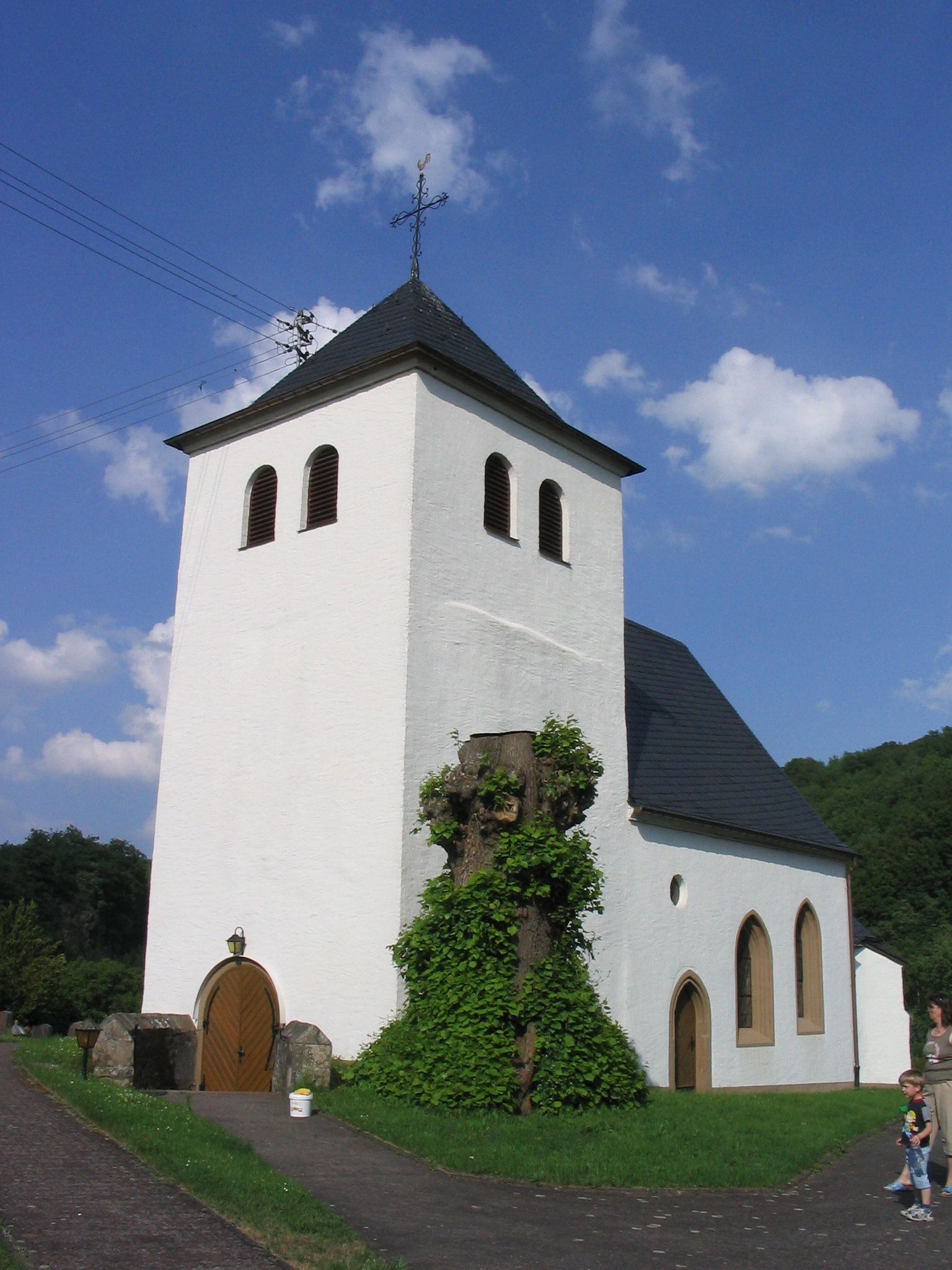
Evangelische Kirche Nohen

Seit Einführung der Reformation im Jahr 1557 ist Nohen überwiegend evangelisch geprägt. Die Evangelische Kirchengemeinde Nohen (zu der auch die Ortsgemeinde Rimsberg gehört) ist seit 1823 mit der zweiten Pfarrstelle der Evangelischen Kirchengemeinde Birkenfeld pfarramtlich verbunden.

## Politik

### Gemeinderat
Der Gemeinderat in Nohen besteht aus acht Ratsmitgliedern, die bei der Kommunalwahl am 9. Juni 2024 in einer Mehrheitswahl gewählt wurden, und dem Vorsitzenden.

### Ortsbürgermeister
Karsten Lauer wurde nach der Kommunalwahl 2024 vom Gemeinderat gewählt.
Sein Vorgänger Sascha Loch wurde am 28. Juni 2019 Ortsbürgermeister von Nohen.
Frühere Vorgänger waren seit 2014 Jutta Kunz, die 2019 nicht erneut angetreten war, sowie bis 2014 Norbert Helm.

### Wappen
| Wappen von Nohen | Blasonierung: „In schräggeteiltem Schild vorne in Silber eine in der Teilung geschnittene schwarze Brücke über schräglinkem blauen Wellenband, hinten rot-silbern geschacht.“ |
| Wappen von Nohen | Es wurde 1963 vom rheinland-pfälzischen Innenministerium genehmigt. |

## Wirtschaft und Infrastruktur
Im Westen verläuft die Bundesstraße 41 und im Süden die Bundesautobahn 62. Im Ort gibt es einen Bahnhof der Bahnstrecke Bingen–Saarbrücken.